# Aspidiotus tangfangtehi
Aspidiotus tangfangtehi är en insektsart som beskrevs av Ben-dov in, Ben-dov och German 2003. Aspidiotus tangfangtehi ingår i släktet Aspidiotus och familjen pansarsköldlöss. Inga underarter finns listade i Catalogue of Life.